# 柳橋駅 (愛知県)
柳橋駅（やなぎばしえき）は、かつて愛知県名古屋市西区西柳町2丁目（現・中村区名駅四丁目23番付近）にあった、名古屋鉄道（名鉄）一宮線の駅である。名古屋鉄道のターミナル駅の一つで、名古屋駅のやや南東に存在した。
押切町 - 当駅間は支線の扱いとなっていた。

## 歴史
名古屋鉄道の前身となる名古屋電気鉄道は、当初市内線として名古屋市における路面電車を運営していたが、明治末期から市街北部の押切町駅を起点に郊外路線である「郡部線」 を建設するようになった。
しかし、押切町駅発着では名古屋市中心部へ向かうのに市内線への乗換えを要し、不便でもあった。そのため名古屋電気鉄道では郡部線電車を市内線へ乗り入れさせ、利便性を上げることを目論んだ。その際、国鉄名古屋駅近くの柳橋交差点付近（当時の名古屋駅は今より南側にあった）、現在三菱UFJ銀行柳橋支店の向かい側にある駐車場付近に、市内線の線路を引き込む形で郡部線電車のターミナルとして設けられたのが、この柳橋駅である。駅舎は木造2階建てで、バルコニーもあった。なお、押切町 - 柳橋間にはいくつもの停留場があったが、郡部線の電車はこの区間をノンストップで運行した。
だが、市内線の運賃値下げを求める市民運動が発生し、その過程で一部の人間が暴徒化して放火・破壊活動を行ったため（電車焼き討ち事件）、柳橋駅は開設翌年に駅舎が焼失するという憂き目にも遭った。

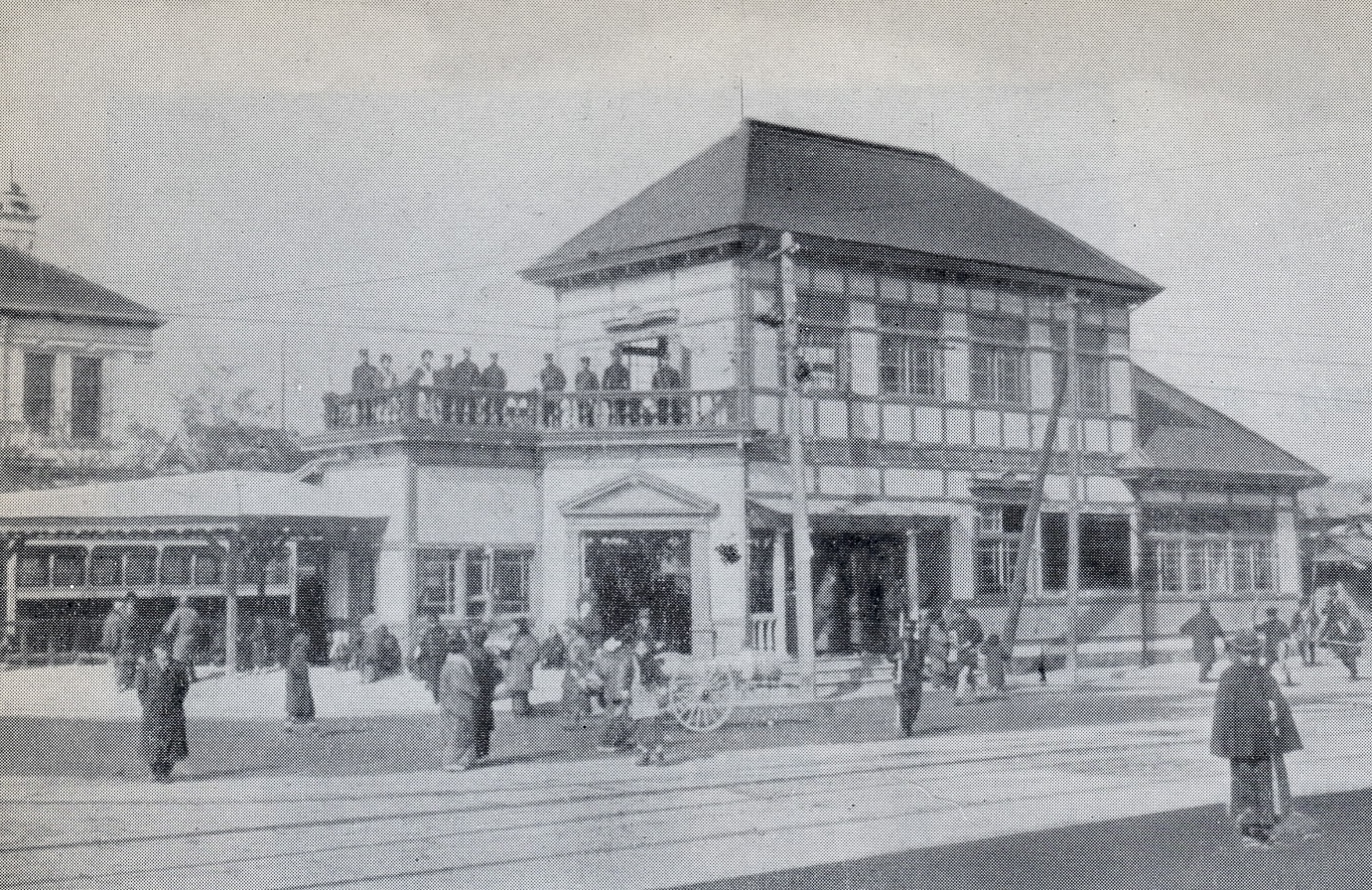
初代駅舎
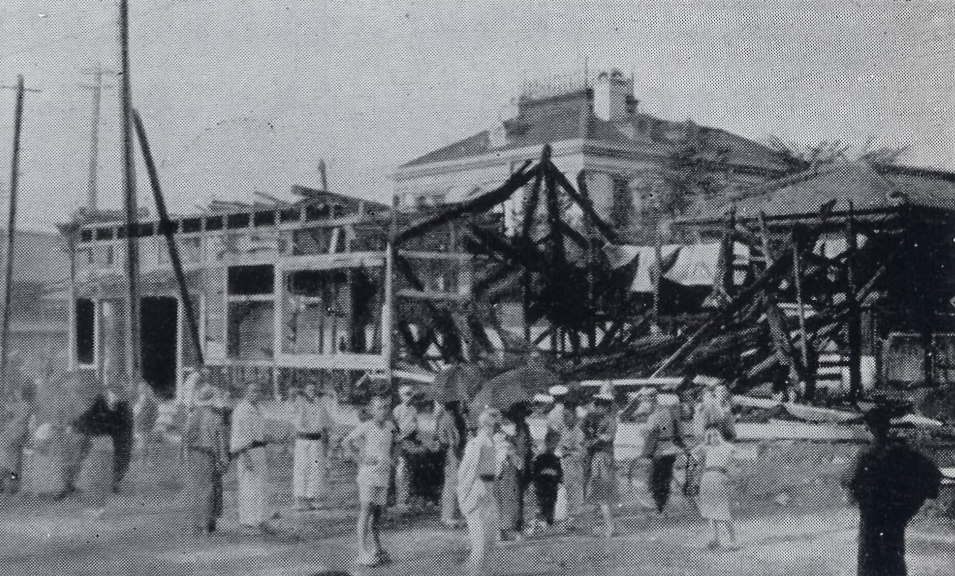
破壊された駅舎

その後、同社は焼き討ち事件の影響もあって市内線を名古屋市へ移管（名古屋市電となる）し、郡部線を新設会社の（旧）名古屋鉄道へ移管した上で解散したが、市営化後も柳橋駅まで郡部線乗り入れは継続された。この際、柳橋 - 押切町間は名鉄の借用区間とされ、同区間を名鉄の電車で移動する際の運賃は名鉄のものが使われた（現行の鉄道事業法でいう所の第二種鉄道事業者に近い）。
1922年（大正11年）、2代目となる鉄筋2階建ての駅舎が竣工。本社もここに移転した。1932年（昭和7年）には、ここを起点として鵜沼駅（新鵜沼駅）から高山本線へ乗り入れ、下呂駅へ向かう週末温泉列車（名鉄特急・名鉄キハ8000系気動車を参照）も設定された。
また、（旧）名古屋鉄道が名岐鉄道になった後の1935年（昭和10年）に名岐線（今の名古屋本線枇杷島分岐点以北）が開業し、新製車のデボ800形（後のモ800形初代）を用いて特急・急行電車の運転が開始されたが、これは車体規格が大型であって市電に乗り入れる事ができなかったため、押切町駅を発着駅とし、同駅で柳橋駅発着の電車に接続させるようにしていた。
名岐線開業まもなく、名岐鉄道は愛知電気鉄道（愛電）と合併し、現在の名古屋鉄道が発足。両者の鉄道路線を結ぶべく、東海道本線と並行した枇杷島橋駅 - 新名古屋駅（後の名鉄名古屋駅） - 神宮前間に新線を敷設することとなり、1941年（昭和16年）の枇杷島橋駅 - 新名古屋駅間開通により枇杷島橋駅 - 押切町駅は廃線。柳橋駅も廃止された。なお名古屋市電の柳橋停留所は、押切線及び下江川線が部分廃止される1971年（昭和46年）3月31日まで存続した。

### 年表
- 1913年（大正2年）11月20日 - 名古屋電気鉄道の駅として開業。
- 1914年（大正3年）9月6日 - 駅舎焼失。
- 1921年（大正10年）7月1日 - 名古屋電気鉄道が郡部線を名古屋鉄道に譲渡したため、名古屋鉄道の駅となる。
- 1922年（大正11年）11月16日 - 新駅舎竣工。
- 1941年（昭和16年）8月12日 - 名岐線枇杷島橋 - 新名古屋間開業に伴い廃止。

## 駅構造
半櫛形ホーム1面2線と、数本の留置線を有していた。
駅舎は前述の通り、1922年（大正11年）以降は鉄筋2階建てのターミナルとしての風格を備えたものとなっていた。

### 配線図
|                       | ↑ 笹島町方面（市電） |                                |
| ← 水主町方面 （市電） | 柳橋駅 構内配線略図  | → 押切町駅 明道町方面 （市電） |
|                       | ↓ 栄町方面（市電）   |                                |
| 凡例 出典:            |                      |                                |

## 発着列車
1936年8月改正時
- 名岐線方面：5 - 23時台に毎時1本岐阜行き普通（特急・急行は押切町駅で乗り換え、各毎時1本。その他朝に増発）
- 一宮線・犬山線方面：上記時間帯に、東一宮行き急行毎時2本、新鵜沼行き急行1本・普通2本（朝晩は変更。また新鵜沼行き特急も日2本あり）
- 津島線方面：上記時間帯に、津島行き毎時3本（夕方に急行2本あり）

## 利用状況
『愛知県統計書』によると、年間乗降人員および荷物取扱量は以下の通りである。
| 年度     | 乗車人員（人） | 降車人員（人） | 発送貨物       | 発送貨物  | 到着貨物       | 到着貨物  | 出典   |
| 年度     | 乗車人員（人） | 降車人員（人） | 小手荷物（斤） | 貨物 (噸) | 小手荷物（斤） | 貨物 (噸) | 出典   |
| -------- | -------------- | -------------- | -------------- | --------- | -------------- | --------- | ------ |
| 1914年度 | 479,000        | 504,184        | 271,382        |           | ?              | ?         | [ 4 ]  |
| 1915年度 | 399,972        | 389,951        | 324,423        |           | ?              | ?         | [ 5 ]  |
| 1916年度 | 448,156        | 436,566        | 414,472        |           | ?              | ?         | [ 6 ]  |
| 1917年度 | 563,386        | 540,797        | 612,242        |           |                |           | [ 7 ]  |
| 1918年度 | 709,092        | 666,506        | 708,051        |           |                |           | [ 8 ]  |
| 1919年度 | 854,142        | 776,306        | 823,844        |           | ?              | ?         | [ 9 ]  |
| 1920年度 | 1,045,271      | 935,805        | 939,386        |           | ?              |           | [ 10 ] |
| 1921年度 | 1,049,533      | 941,316        | 753,233        |           | ?              |           | [ 11 ] |
| 1922年度 | 1,016,590      | 865,878        | 805,493        |           |                |           | [ 12 ] |

| 年度     | 乗車人員（人） | 降車人員（人） | 発送貨物       | 発送貨物  | 到着貨物  | 出典   |
| 年度     | 乗車人員（人） | 降車人員（人） | 小手荷物（斤） | 貨物 (噸) | 貨物 (噸) | 出典   |
| -------- | -------------- | -------------- | -------------- | --------- | --------- | ------ |
| 1923年度 | 958,811        | 812,493        | 1,006,812      |           |           | [ 13 ] |
| 1924年度 | 1,072,370      | 913,445        | 1,115,506      |           |           | [ 14 ] |
| 1925年度 | 1,089,512      | 898,445        | 901,828        |           |           | [ 15 ] |
| 1926年度 | 1,128,431      | 1,006,478      | 953,009        |           |           | [ 16 ] |
| 1927年度 | 1,197,959      | 980,209        | 934,881        |           |           | [ 17 ] |
| 1928年度 | 1,430,299      | 1,232,105      | 944,104        |           |           | [ 18 ] |
| 1929年度 | 1,618,981      | 1,447,329      | 889,306        |           |           | [ 19 ] |
| 1930年度 | 1,479,992      | 1,281,484      | 1,2x5,160      |           |           | [ 20 ] |

| 年度     | 乗車人員（人） | 降車人員（人） | 発送貨物       | 発送貨物  | 到着貨物  | 出典   |
| 年度     | 乗車人員（人） | 降車人員（人） | 小手荷物（瓩） | 貨物 (瓲) | 貨物 (瓲) | 出典   |
| -------- | -------------- | -------------- | -------------- | --------- | --------- | ------ |
| 1931年度 | 1,330,863      | 1,151,629      | 600,099        |           |           | [ 21 ] |
| 1932年度 | 1,215,686      | 1,113,587      | 595,188        |           |           | [ 22 ] |
| 1933年度 | 1,294,738      | 1,187,459      | 585,892        |           |           | [ 23 ] |
| 1934年度 | 1,314,746      | 1,217,059      | 366,603        |           |           | [ 24 ] |
| 1935年度 | 1,459,996      | 1,411,959      | 200,860        |           |           | [ 25 ] |
| 1936年度 | 1,675,174      | 1,754,286      | ?              |           |           | [ 26 ] |
| 1937年度 | 1,927,991      | 2,118,405      | ?              |           |           | [ 27 ] |
| 1938年度 | 2,099,944      | 2,275,771      | ?              |           |           | [ 28 ] |
| 1939年度 | 3,172,235      | 3,016,080      | ?              |           |           | [ 29 ] |
| 1940年度 | 3,599,326      | 3,921,712      | ?              |           |           | [ 1 ]  |

## 隣の駅
名古屋鉄道
一宮線
柳橋駅 - 押切町駅